# 戈达利
戈达利，是西班牙加泰罗尼亚塔拉戈纳省的一个市镇。总面积34平方公里，总人口713人（2001年），人口密度21人/平方公里。